# Os sphénoïde

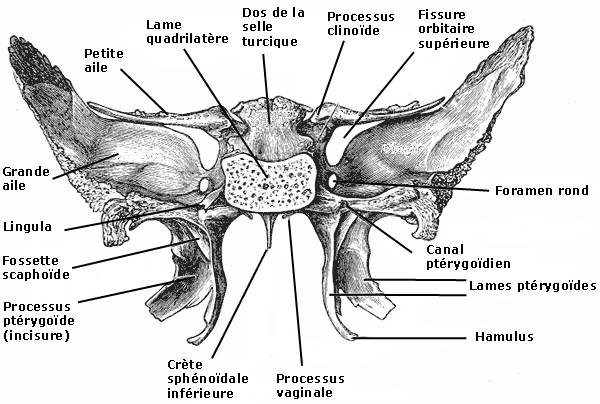
L’os sphénoïde. - vue postérieure

L'os sphénoïde (du grec ancien σφηνοειδής / sphênoeidếs « en forme de coin ») est un os impair et médian participant à la base du crâne, à la calvaria et au massif facial (cavités orbitaires et nasale).
On lui attribue habituellement une forme d'avion de chasse, de chauve-souris, de papillon. Sa structure est réputée très complexe.
On lui décrit un corps médian sur lequel se branchent de chaque côté trois prolongements latéraux : la petite aile, la grande aile et le processus ptérygoïde.

## Corps du sphénoïde
Le corps est décrit approximativement par un cube. Il est percé d'une cavité : le sinus sphénoïdal qui s'ouvre en avant dans la partie supérieure des fosses nasales par deux orifices : les ostia sphénoïdaux.
La face supérieure présente quatre parties, d'avant en arrière : le jugum, le sillon chiasmatique qui répond au chiasma optique, le tubercule de la selle sur lequel le bord antérieur de la tente de l'hypophyse s'insère, la crête synostosique (dont les extrémités sont les apophyses clinoïdes moyennes), le sillon transversaire ou sillon coronaire (où passe le sinus coronaire) est délimité par ces deux derniers éléments, la selle turcique qui reçoit l'hypophyse et le dorsum sellæ (dos de la selle, qui présente de chaque côté un processus clinoïde postérieur pour l'insertion de la grande circonférence de la tente du cervelet).
La face inférieure participe à la paroi supérieure du rhinopharynx. Sur la ligne médiane, on retrouve une crête ou crête sphénoïdale inférieure. Cette crête est rétrécie latéralement par l'origine de la lame interne de l'apophyse ptérygoïde.
La face antérieure présente une crête médiane qui s'articule avec la lame perpendiculaire de l'os ethmoïde, bordée de chaque côté par une gouttière qui participe à la paroi postérieure de la cavité nasale. La moitié supérieure de la gouttière est occupée par l'orifice du sinus sphénoïdal, et en dehors des gouttières, des demi-cellules s'articulent avec les demi-cellules homologues des masses latérales de l'ethmoïde.
La face postérieure est soudée à la partie basilaire de l'os occipital. On appelle alors cette jonction, suture sphéno-occipitale ou suture sphéno-basilaire.
Les faces latérales donnent naissance aux grandes et petites ailes et participent aux parois médiales des orbites. Sur cette face on retrouve aussi la gouttière de la carotide interne. Cette dernière est contournée en S. Elle commence dans le tiers postérieur de la face latérale, verticalement, très creuse et limité en avant par la lingula. Ensuite elle se recourbe le long du bord supérieur pour devenir horizontale et bien souvent moins nette. Enfin elle se redresse pour monter derrière la racine postéro-inférieure de la petite aile, entre l'apophyse clinoïde antérieure et la moyenne.

## Petites ailes du sphénoïde
Elles s'étendent horizontalement en dehors et finissent pointues, sans toucher la grande aile.
Leur face supérieure forme la partie la plus postérieure de l'étage antérieur de la base du crâne.
Leur face inférieure forme le plafond de la fente sphénoïdale.
Leur bord postérieur, qui se termine en dedans par l'apophyse clinoïde antérieure, forme l'arête de séparation des étages antérieur et moyen de la base du crâne.
Leur bord antérieur s'articule avec l'os frontal au niveau de la base de l'orbite et ceux en association avec les grandes ailes.
Elle naît par deux racines, l'antéro-postérieure (continuation du jugum sphenoidale) et la postéro-inférieure (plus épaisse et ascendante que l'autre). La jonction de ces deux racines constitue en dehors en avant le canal optique par lequel le nerf optique et l'artère ophtalmique gagnent l'orbite. Le canal optique est bordé en dehors par un prolongement de la petite aile : le processus clinoïde antérieur.
L'allongement pathologique de la petite aile du sphénoïde se nomme hypertélorisme.

## Fissure orbitaire supérieure
La fissure orbitaire supérieure (fente sphénoïdale) est l'espace compris entre la petite et la grande aile du sphénoïde, elle permet une communication entre l'endocrâne et l'orbite pour les nerfs oculomoteur, abducens, trochléaire et ophtalmique (première branche du nerf trijumeau) ainsi que pour la veine ophtalmique.

## Grande aile du sphénoïde
Elles sont convexe en avant et s'enroulent en dehors et en arrière.
La grande aile présente deux faces : endocrânienne et exocrânienne.

### Face endocrânienne
Elle est concave en haut et en arrière, elle présente trois orifices constants plus deux qui ne le sont pas, d'avant en arrière et de dedans en dehors :
- le foramen rond (anciennement « trou grand rond »), qui donne passage au nerf maxillaire (deuxième branche du nerf trijumeau) ;
- le foramen ovale pour le nerf mandibulaire (troisième branche du nerf trijumeau numérotée V3) et l'artère méningée accessoire ;
- le foramen épineux (anciennement: trou petit rond) qui assure le passage de l'artère méningée moyenne ;

tous trois constants ;
- le trou de Vésale ;
- le canal d'Arnold ;

tous deux inconstants.

### Face exocrânienne
Elle possède deux faces (interne et externe) séparées par la crête zygomatique. Cette dernière va s'articuler avec le massif facial.
Elle est lisse et plane. Cela est dû à l'organe qu'elle contient c'est-à-dire le globe oculaire. Effectivement elle s'articule avec l'os frontal, le palatin, le malaire, l'os planum pour former les parois latérale et postérieure de l'orbite et à la calvaria. Pour faciliter le mouvement du globe oculaire, il faut que les os avec lesquels il est en contact soient suffisamment lisses.
Elle se divise en deux parties (horizontale et verticale) par l'intermédiaire du tubercule sphénoïdal. Sur sa partie horizontale, on retrouve une crête appelée crête sphéno-temporale. En arrière de cette dernière on délimite une zone, appelée plan sous-temporal, à l'intérieur de laquelle on retrouve toujours les foramens (ovale et petit rond) et parfois le trou de Vésale et le canal d'Arnold. Contrairement à la face endocrânienne on ne retrouve pas, ici, le foramen grand rond.

### Les bords
Le bord postérieur est libre, lisse sur sa face interne et rugueux sur l'externe. Il rejoint le bord externe par un angle appelé l'épine du sphénoïde. Enfin, il délimite avec le rocher le foramen déchiré par lequel on voit l'artère carotide interne, qui gagne la base du crâne par le canal carotidien.
Le bord externe est rugueux et assez large.
Le bord supérieur est lisse sur sa face interne et rugueux sur l'externe. Sa face interne délimite la fente spénoïdale. Sa face externe a une forme de triangle dans un premier temps puis s’élargit et prend alors la forme d'un biseau.

## Processus ptérygoïde du sphénoïde
Le processus ptérygoïde naît de la face inférieure du corps du sphénoïde et de la grande aile. Il se présente comme un dièdre vertical formé d'une lame médiale (dont la base présente un renflement : le processus vaginal, et l'extrémité inférieure un crochet : l'hamulus) et d'une lame latérale (dont l'extrémité présente le processus ptérygo-épineux). Ces deux racines délimitent un canal livrant le passage au nerf du canal ptérygoïdien et à l'artère du canal ptérygoïdien.
La lame médiale du processus ptérygoïde participe à la paroi latérale de la cavité nasale.
L'angle du dièdre s'ouvre en arrière et en dehors (fosse ptérygoïde) et donne insertion à des muscles de la mâchoire :
- muscle ptérygoïdien latéral ;
- muscle ptérygoïdien médial ;
- une petite partie du muscle tenseur du voile du palais dont le tendon coulisse dans le sillon hamulaire ;
- ainsi que des aponévroses et des ligaments.

## Embryologie
L'os sphénoïde est d'origine membraneuse et cartilagineuse.
Il commence à apparaître au 3e mois de grossesse.
Le corps est d'origine cartilagineuse et apparait en deux parties basiprésphénoïde et basipostsphénoïde. Ces deux parties fusionnent entre le 7e et le 8e mois de grossesse. La crête synostosique est un reliquat de cette fusion.
Les petites ailes et la partie supérieure des grandes ailes sont également d'origine cartilagineuse.
La partie inférieure des grandes ailes et les apophyses ptérygoïdes sont d'origine membraneuse.
L'ossification se fait par 13 points : 2 pour le basiprésphénoïde, 2 pour le basipostsphénoïde, 1 pour chaque aile, 1 pour chaque lingula, 1 pour chaque hamulus et un pour le rostre sphénoïdal.
À la naissance l'os comprend 3 parties qui fusionnent à l'âge de 1 an : une partie centrale (corps et petites ailes) et deux parties latérales (grande aile et processus ptérygoïde).

## Aspects cliniques
- Adénome de l'hypophyse : entraîne une dilatation de la selle turcique
- Sinusite sphénoïdale : infection de la muqueuse des sinus sphénoïdes
- Méningiome : fibrome de la fissure orbitaire supérieure (atteinte des nerfs III, IV, VI)

## Anatomie comparée
L'os sphénoïde se retrouve souvent sous forme d'os séparés dans les autres espèces.
Chez les premiers poissons à nageoires lobées et les tétrapodes, l'os sphénoïde est remplacé par un ensemble osseux composé de : les os ptérygoïdes, os plats en forme d'ailes formant la majeure partie du toit de la bouche, les os épiptérygoïdes au-dessus des précédents réalisant une articulation flexible entre la boîte crânienne et la région palatine, l'os parasphénoïde allongé et étroit entre les os ptérygoïdes dans la partie inférieure de l'articulation précédente, l'os sphénoethmoïde en avant du précédent et protégeant les nerfs olfactifs et l'os basosphénoïde dans le plancher de l'articulation au-dessus de l'os parasphénoïde.
Chez les reptiles, mis à part la perte de l'articulation flexible de l'arrière du palais, ce schéma primitif est largement conservé, bien qu'il existe quelques variations spécifiques.
Chez les oiseaux, les os épiptérygoïdes sont absents et les os ptérygoïdes considérablement réduits.
Les amphibiens ont un crâne relativement simplifié dans cette région ; un large os parasphénoïde forme le plancher de l'articulation, les os ptérygoïdes sont relativement petits et tous les autres os apparentés à l'exception de l'os sphénoethmoïde sont absents.
Chez les mammifères, ces différents os sont souvent fusionnés en une seule structure ; l'os sphénoïde. L'os basosphénoïde forme la partie postérieure du corps. Les os ptérygoïdes forment les processus ptérygoïdes représentent les os ptérygoïdes. Les os épiptérygoïdes se sont étendus dans la paroi du crâne et forment les grandes ailes. Ils sont appelés os alisphénoïdes lorsqu'ils restent séparés. L'os sphénoethmoïde devient les petites ailes et la partie antérieure de la base. Ces deux parties de l'os sphénoethmoïde peuvent se distinguer en os orbitosphénoïdes et en os présphénoïdes qui peuvent être séparés ou plus ou moins fusionnés. Seul l'os parasphénoïde semble totalement absent chez les mammifères.
Chez le chien l'os sphénoïde est représenté par 8 os séparés e : l'os alisphénoïde (pair), l'os orbitosphénoïde (pair), l'os basiosphénoïde (impair), l'os presphénoïde (impair) et l'os ptérygoïde (pair).

## Images

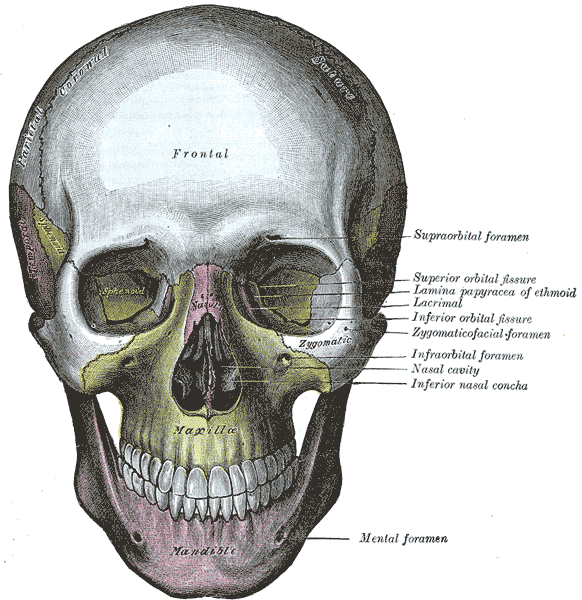
La fissure orbitaire supérieure et l'os sphénoïde dans la paroi de l'orbite.
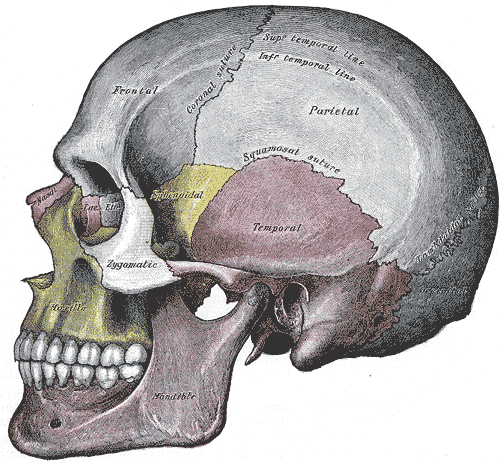
Contribution de la grande aile à la boîte crânienne.
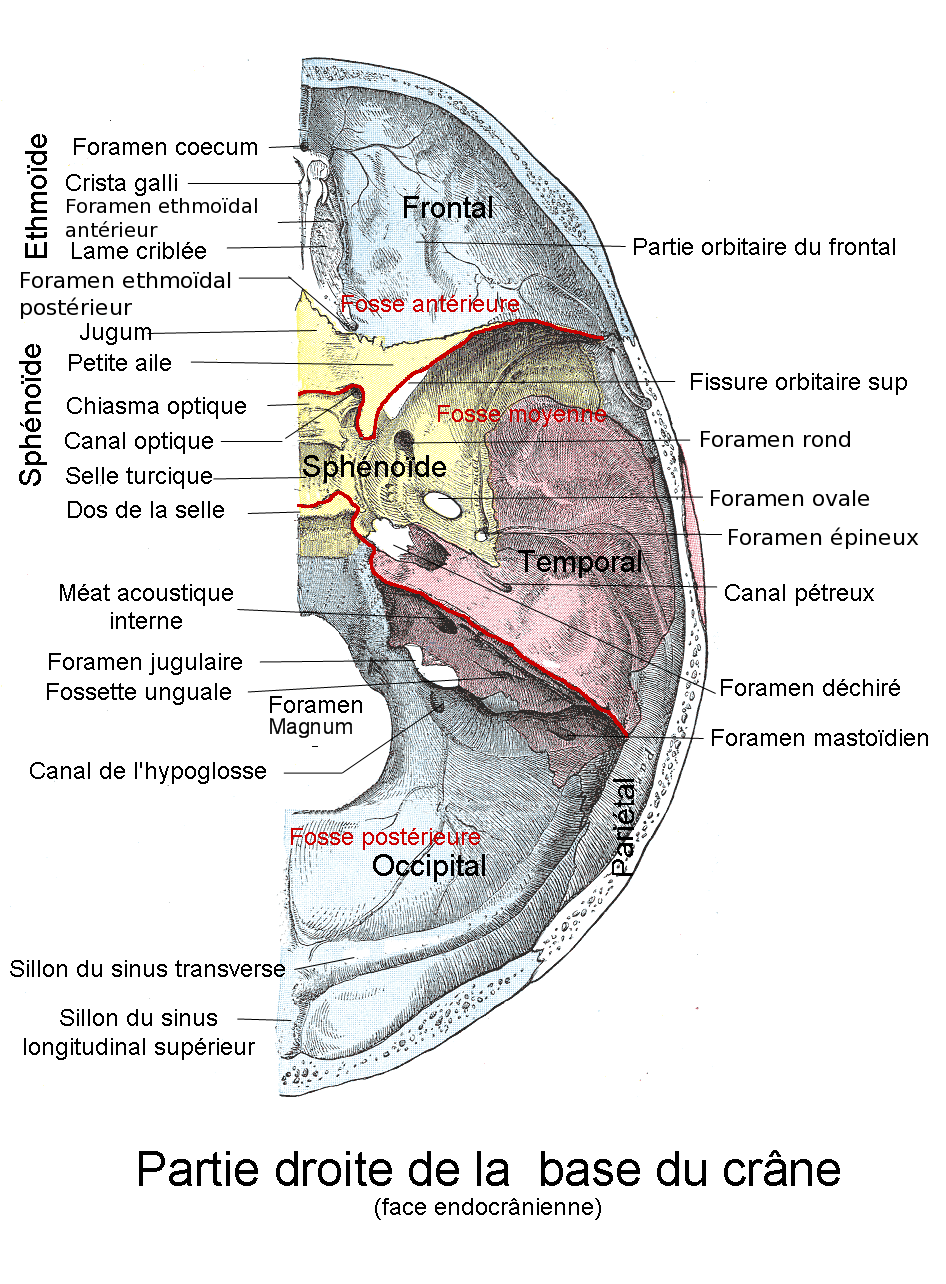
La base du crâne.